# التصريف لمن عجز عن التأليف

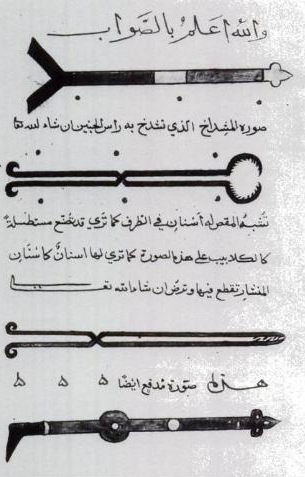
رسوم توضيحية للأدوات الجراحية من كتاب التصريف.

كتاب التصريف لمن عجز عن التأليف، كتاب في الطب والممارسة الطبية كتبه الطبيب الأندلسي المسلم أبو القاسم الزهراوي. يتكون الكتاب من ثلاثين مقالة (أو فصلا، كل منها تغطي تخصصا من تخصصات الطب) ختمها الزهاوي بالمقالة الثلاثين في الجراحة. يذكر الزهراوي في مقدمة كتابه أن صناعة الطب قد تدهورت في زمنه وأنه كتب هذ الكتاب ليجمع فيه العلوم الطبية لمن عجز عن جمعها بنفسه (كما يتضح من اسم الكتاب). ويعلل الزهراوي وضعه الجراحة في آخر الكتاب لأنها مهنة سامية وتحتاج لمعرفة بكل التخصصات الطبية قبل الخوض فيها.
يتألف الكتاب من ثلاثة أبواب وكل باب مقسم إلى أكثر من 20 فصلاً. يعرض الباب الأول الجراحة بطريقة الكي باستخدام أدوات متعددة ولجميع مناطق الجسم تقريبا. أما الفصل الثاني فيناقش ويعرض جراحة الخراجات وكيفية شقها. والفصل الأخير فيعرض فيه الزهراوي طرق تجبير العظام في حالة الكسر وكيفية إرجاعها إلى الوضعية الأصلية في حال تزحزحها عن مكانها الأصلي.
وقد ترجم لوسيان لوكلرك الكتاب إلى الفرنسية.

## وصلات خارجية
- التصريف لمن عجز عن التأليف على موقع المكتبة الرقمية العالمية